# Escola de música

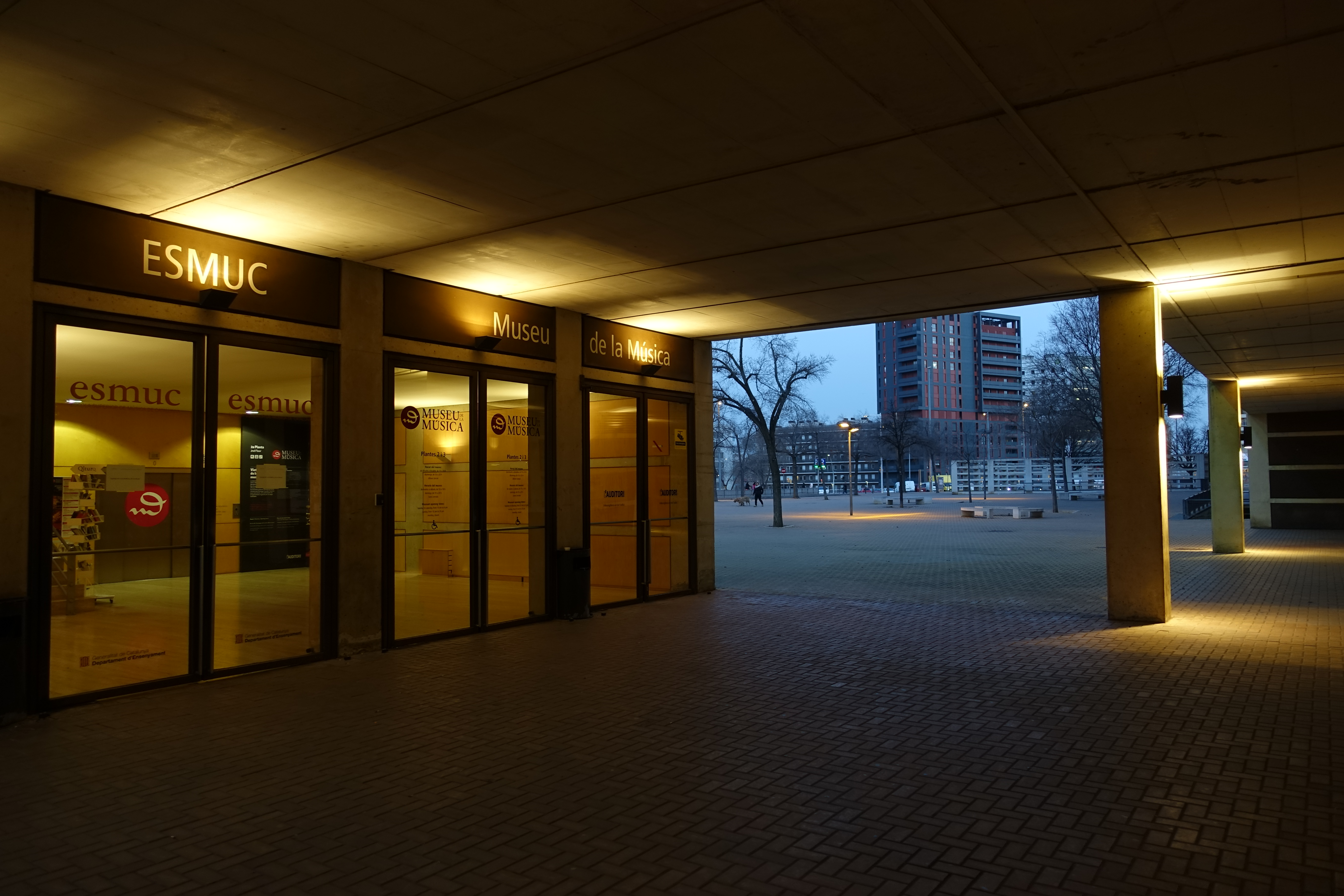
Escola Superior de Música de Catalunya

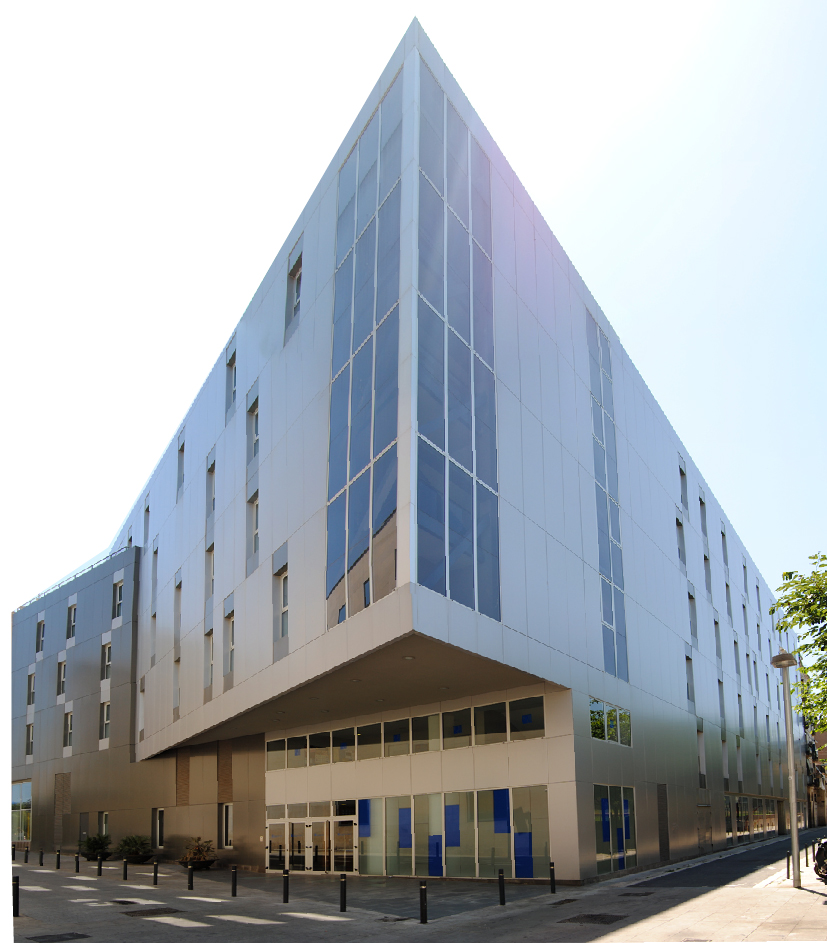
Conservatori del Liceu

Una escola de música és un centre d'educació musical en el qual s'imparteixen des de la sensibilització musical a partir dels 5 o 6 anys fins a tot l'ensenyament reglat de Grau Elemental i Grau Mitjà. Hi ha tot un ventall de matèries que s'imparteixen que van des de les matèries teòriques fins a les relacionades amb la pràctica instrumental.
L'escola de música elemental ofereix una formació musical bàsica que comprèn des de la sensibilització musical, per a despertar en els nens més petits l'univers musical, fins al desenvolupament de les capacitats musicals a través del llenguatge musical i l'aprenentatge de l'instrument en els nens més grans. Aquest pla va dirigit principalment a nens i nenes de 5 a 12 anys. En acabar aquests estudis l'alumnat pot optar per fer els estudis de Grau Mitjà reglat al Conservatori.
L'objectiu dels estudis de Grau Mitjà és donar una formació exhaustiva a l'alumne per afrontar amb garanties els estudis de grau superior i la futura professionalització. Són estudis de caràcter reglat que s'estructuren en tres cicles de dos cursos cadascun.
Les especialitats instrumentals que s'ofereixen poden variar d'un centre a l'altre per diverses raons. Les especialitats més habituals que s'ofereixen poden ser:
- Especialitats de corda: violí, viola, violoncel, contrabaix i guitarra.
- Especialitats de vent: flauta travessera, flauta de bec, oboè, clarinet, fagot, trompa, trompeta i trombó.
- Altres especialitats: piano i cant.

A Catalunya, el curs 2011 – 2012 hi havia 43.026 alumnes d'escoles de música i 3.200 docents especialitzats.